# بیدسگان
روستای بیدسکان یا بیدسگان، روستایی کوهستانی است در دهستان باغستان از توابع بخش اسلامیه شهرستان فردوس.
این روستا، بر اساس سرشماری سال ۱۳۹۵، ۱۸۵ نفر جمعیت داشته که نسبت به سرشماری ۱۰ سال قبل (۳۰۹ نفر در سال ۱۳۸۵)، سالانه حدود ۵ درصد کاهش داشته‌است.

## موقعیت
بیدسگان در فاصله ۲۵ کیلومتری شمال شرقی شهر فردوس قرار دارد و مردمش به گویش تونی صحبت می‌کنند.

## جاذبه‌های گردشگری
هفت اثر تاریخی در این روستا به ثبت سازمان میراث فرهنگی و گردشگری رسیده‌است که شامل:
- قلعه بیدسکان
- آب‌انبار آذری
- آب‌انبار عطایی
- آب‌انبار بش
- آب‌انبار شاه میرزا
- آب‌انبار محمدی
- خانه حسن عطایی
- خانه میرزا رشید عطایی
- حمام بیدسگان

## محصولات کشاورزی
محصولات کشاورزی عمدهٔ این روستا، زعفران، گندم، انار، پنبه، بادام و گردو هستند. همچنین این روستا با سطح زیر کشت ۸۰ هکتار، به عنوان بزرگ‌ترین قطب تولید سماق در خراسان جنوبی به‌شمار می‌رود و سالانه بیش از ۲۰۰ تن محصول سماق از مناطق کوهپایه‌ای این روستا برداشت می‌شود.